# Cueva de los Enebralejos
La Cueva de los Enebralejos, o también conocida como el Lindajuelo, es la cavidad más importante de las conocidas en la Provincia de Segovia, localizada a escasos metros del municipio de Prádena de la Sierra, muy cerca de la vertiente septentrional de la Sierra de Guadarrama. El acceso a la entrada de la cueva se realiza desde un camino que parte del desvío de la N-110, apenas a un kilómetro de la población.
Posee multitud de espeleotemas, así como algunas pinturas y grabados que hacen de ella un atractivo destino turístico. Se sabe que durante la Prehistoria fue utilizada como cueva de enterramientos, ya que se han encontrado numerosos osarios y restos humanos (algunos de ellos expuestos actualmente en diferentes museos nacionales). En la actualidad, la cueva se encuentra protegida y solo se puede acceder a sus galerías bajo visita guiada.
La cueva debe su nombre a la gran cantidad de sabinas que pueblan la zona, que por razones lingüísticas aún desconocidas son referidas como “enebros” entre los habitantes de la zona.

## Historia

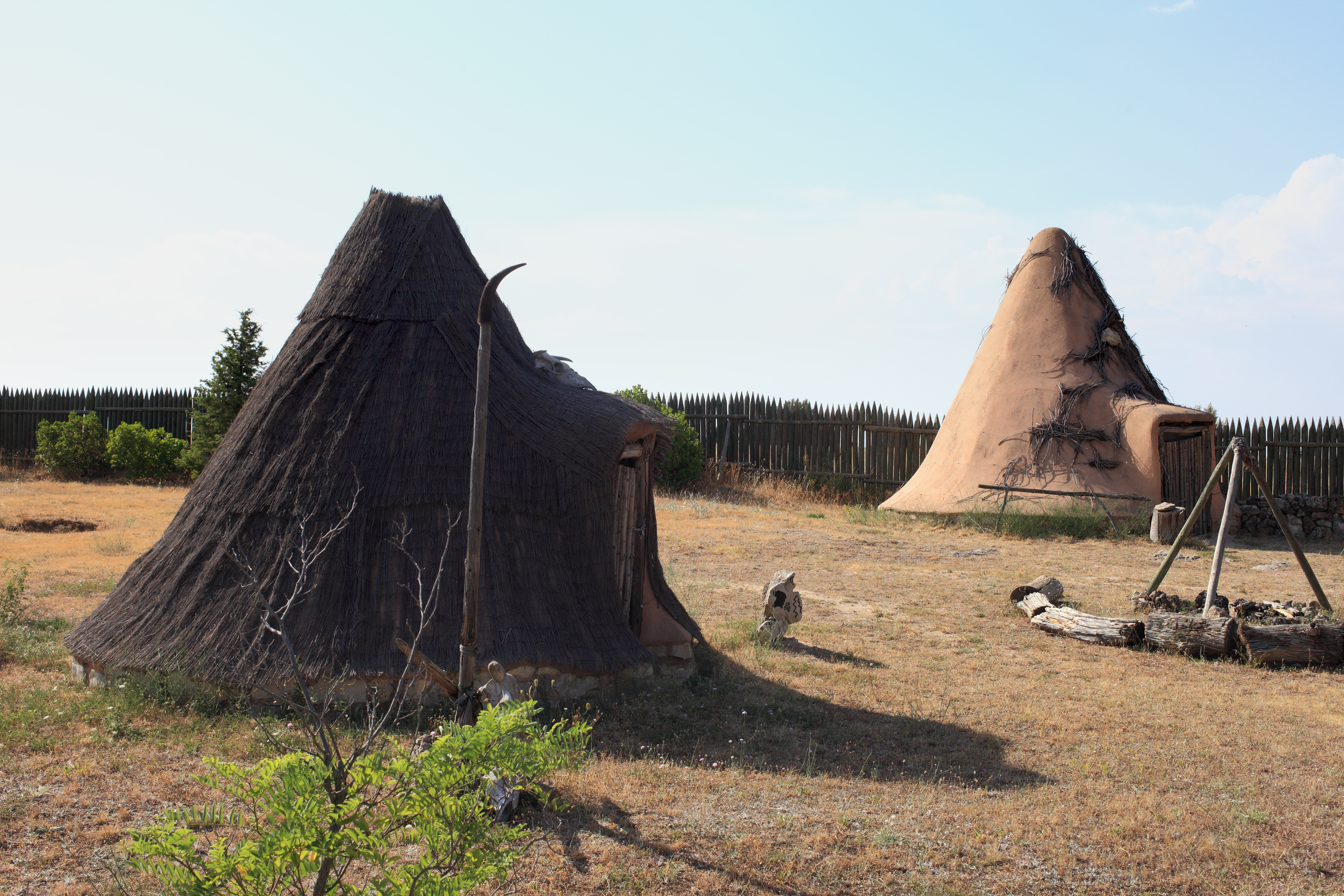
Réplica de un poblado de comienzos de la Edad del Bronce en el centro de interpretación adyacente

La tradición oral cuenta que la entrada a la cueva fue cerrada por la Santa Inquisición en época de los Reyes Católicos debido a los rumores sobre judíos que hacían uso de ella para esconderse, aunque no se ha encontrado ninguna evidencia que demuestre esta leyenda.
No fue hasta 1932 cuando la cueva fue descubierta de manera fortuita por los trabajos de excavación de un pozo para una explotación ganadera en la Finca del Cebadero por tres hombres de Prádena (Jesús Poza, Mateo Benito y Cayo Casado), provocando el derrumbamiento de una de las galerías.
Desde un primer momento se vio la importancia arqueológica de la cavidad, iniciándose de inmediato los trabajos de excavación y creando una nueva entrada que facilitara el acceso.
La primera exploración espeleológica fue llevada a cabo en 1961 por la Séptima promoción de la E.I.T. Topógrafos. Los estudios arqueológicos se iniciaron en 1964  con las investigaciones de Isabel Burdiel, quien identificó a la cueva con un lugar sepulcral donde se realizaron numerosos enterramientos en la Prehistoria. En 1967, los arqueólogos E. Cabellos, E. Gómez y A. Llobet descubren y estudian los grabados rupestres del interior de la cavidad.
Posteriormente, en 1981, la SEII de Madrid elabora un mapa de 2560 m mediante un levantamiento topográfico. La última topografía fue realizada por el G.E. TALPA entre los años 1983 y 1984, incorporando nuevas galerías y alcanzando un desarrollo total de 3670 m y una profundidad de 13 m.
El estudio arqueológico final lo realiza Luciano Municio, definiendo a la cueva como una necrópolis de principios de la Edad del Bronce, a partir de las piezas de cerámica, utensilios líticos y arte rupestre encontrados en las excavaciones.
El 20 de mayo de 1995, la cueva de los Enebralejos abrió sus puertas al público, y permanece abierta desde entonces.

## Formación

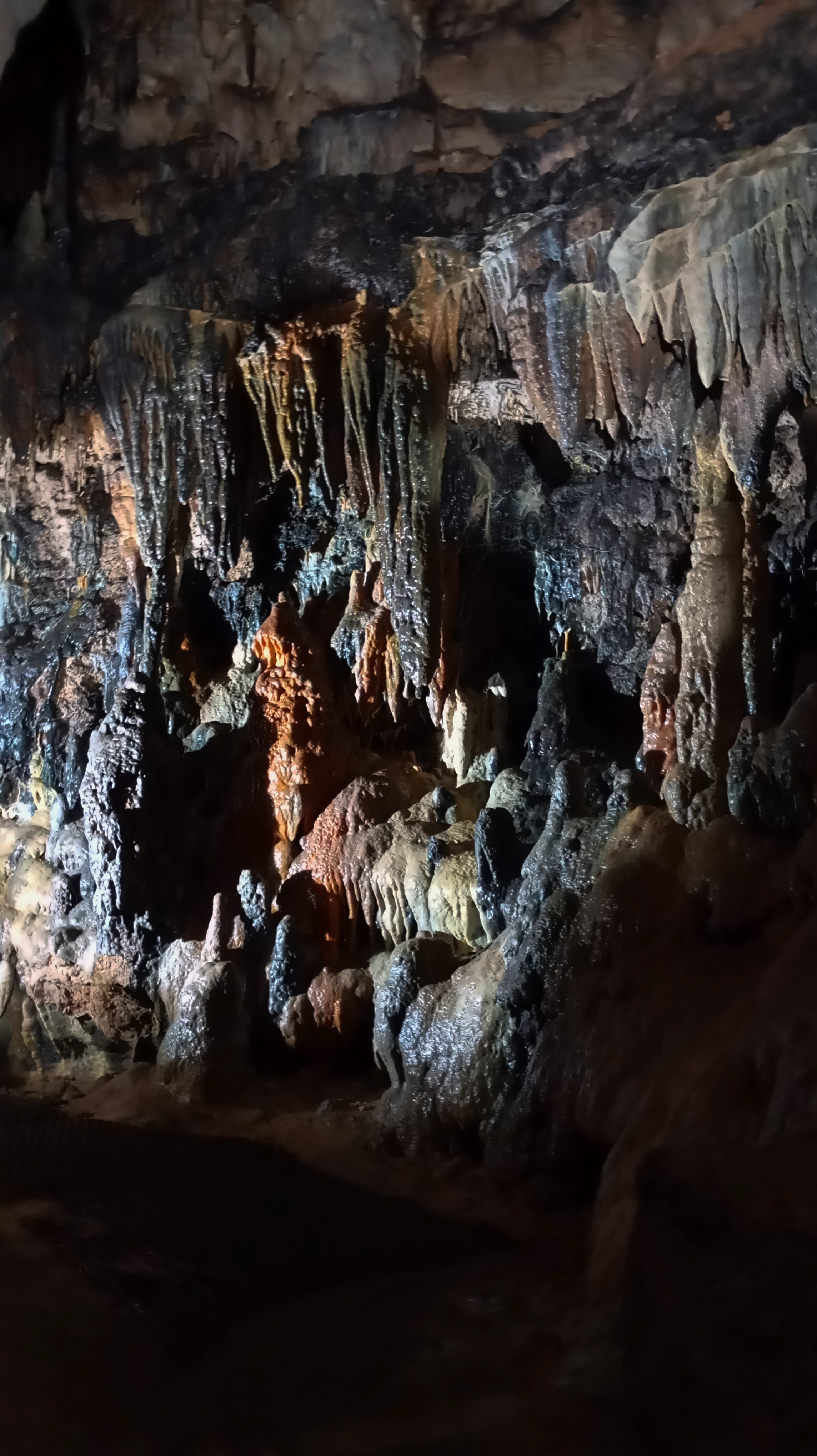
Interior de la Cueva de los Enebralejos

La Cueva de los Enebralejos se formó mediante la erosión constante de la roca caliza por parte del agua procedente de los ríos que bajan de la sierra durante un proceso que duró entre 5 y 6 millones de años. Por tanto, se trata de un proceso de karstificación y es habitual en la formación de cavidades segovianas como las cuevas de las Arenas, la Vaquera, la Mora, los Pedrones o los Murcigallinos, así como la Torca del río Viejo.
El agua, al circular por los poros y grietas de la superficie, fue muy lentamente disolviendo el carbonato cálcico que forma la caliza, haciendo aumentar en tamaño esas grietas y llegando a formar cavidades subterráneas en la roca.
Más tarde, el agua dejó de circular continuamente por las principales galerías, reduciendo su caudal y limitándolo a un simple goteo. De esta forma, se invirtió el proceso de disolución a uno de precipitación, dando lugar a estalactitas, estalagmitas, coladas, banderas y otros espeleotemas.
En la actualidad, un río subterráneo circula por algunas de las galerías de la cueva durante el periodo de deshielo de la nieve de la sierra, que en esta zona coincide generalmente con los meses de febrero y marzo.

## Estructura

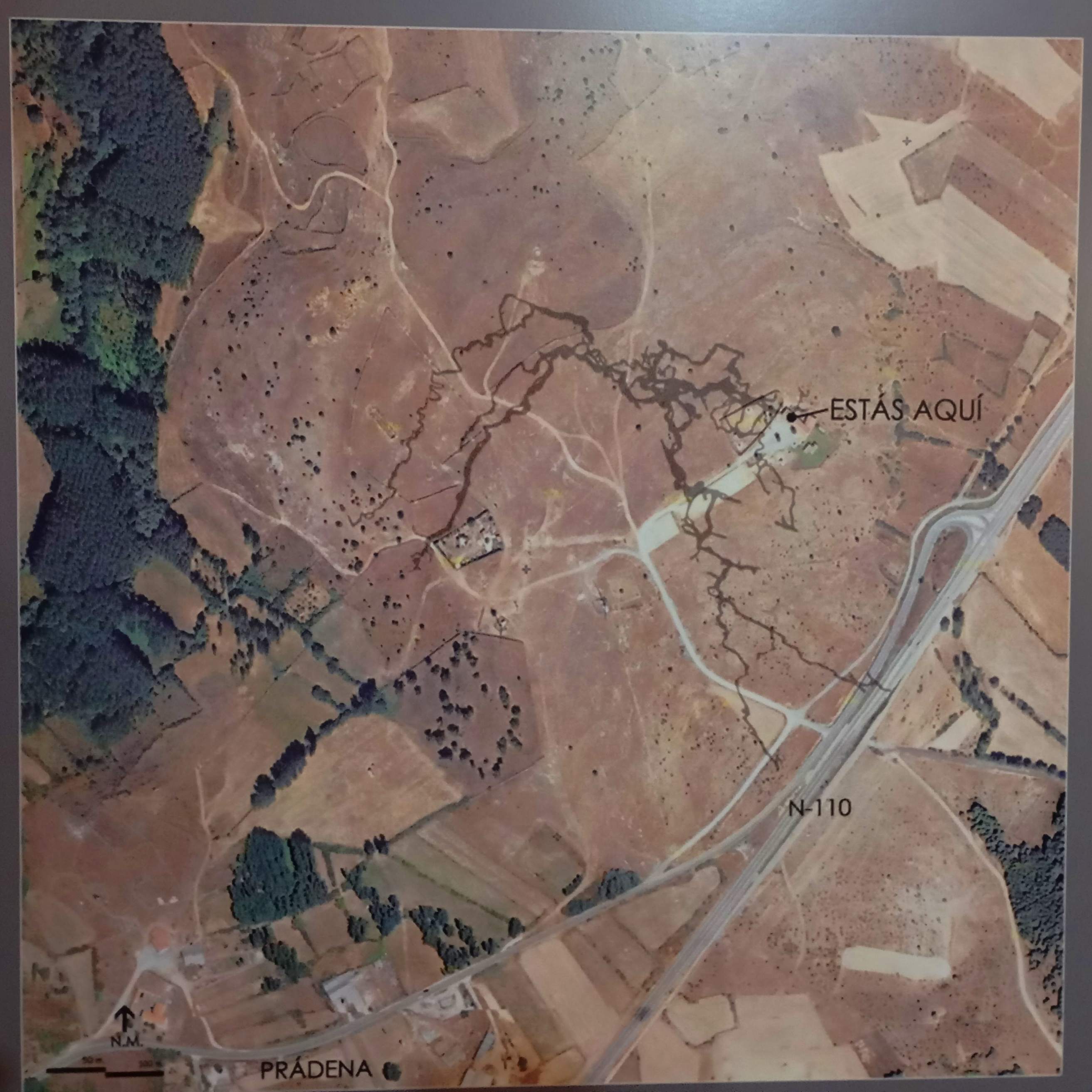
Mapa con las distintas galerías y elementos de la Cueva de los Enebralejos respecto al museo que hace de entrada

La Cueva de los Enebralejos se divide en tres niveles escalonados, de los cuales solo el central puede ser visitado. Este nivel se divide, a su vez, en tres salas.
La primera sala contiene pozos excavados en el suelo, que podemos calificar como osarios. En esta sala comenzaron en 1964 las investigaciones arqueológicas dirigidas por Isabel Burdiel. Estos osarios estaban formados por grandes vasijas de barro que contenían los principales huesos del cuerpo humano en su interior (sobre todo el cráneo y los huesos de brazos y piernas) y, en algunos casos, regalos que componían el ajuar funerario (objetos tallados en piedra y hueso, así como ofrendas alimenticias).
En la segunda sala abundan las pinturas negras, de entre las que destacan la figura de un cazador y de un ciervo. La separación entre esta sala y la siguiente consiste en una gran roca desprendida de la bóveda.
Por último, la tercera sala es la conocida como santuario, ya que fue destinada a las ceremonias rituales. Es la más grande de toda la cueva, y en ella abundan los grabados con motivos geométricos como rejillas, zig-zags o semicírculos.
Las principales formaciones kársticas de la cavidad son las Palmeras, dos columnas formadas por dos grandes estalagmitas unidades a dos pequeñas estalactitas; el Belén, un conjunto de formas y colores que se asemejan a la representación del nacimiento de Cristo; la Cascada, una colada de gran tamaño; y la Pared de los colores, llamada así por el gran colorido que adquiere gracias a las impurezas de la roca (como son el manganeso, el hierro o el azufre).